# Ferenczi Imre (szociológus)
Ferenczi Imre, született Fischer (Nagykanizsa, 1884. április 22. – Kanada, 1945. augusztus) szociálpolitikai író, egyetemi magántanár.

## Életútja
Fischer Ödön kereskedő és Weiss Róza fia. Jogi tanulmányait szülőhelyén végezte. Budapesti iparkamarai fogalmazó volt, a Székesfővárosi Statisztikai Hivatalban működött, majd a főváros szociálpolitikai ügyosztályára került, ahol szakelőadó és tanácsjegyző, 1916-ban pedig egyszersmind az egyetemen ugyanazon tárgykör magántanára lett. 1919-től Genfben élt, 1920-tól a genfi Nemzetközi Munkaügyi Hivatal munkásvándorlási ügyének szakelőadója volt. Számos szaktanulmánya közül fontosabbak: Sztrájk és szociálpolitika; Munkások szervezkedése; Lakáskérdés; A háború rokkantjai; A rokkantak visszavezetése az iparba és kereskedelembe; Az ipari és mezőgazdasági hatósági munkaközvetítés viszonya.

## Magánélete
Házastársa Stern Blanka volt, Stern Gyula és Tafler Malvina lánya, akivel 1918. november 9-én Budapesten kötött házasságot. 1939-ben elváltak.

## Művei
- Sztrájk és szociálpolitika (1915)
- Az ipari és mezőgazdasági hatósági munkaközvetítés viszonya (1918)
- Hadigondozás és szociálpolitika (1918)
- Leszerelés és munkanélküliség elleni küzdelem (1919)
- Les mouvements migratoires de 1920 à 1925 (1926)